# Zino Francescatti
Zino Francescatti, vlastním jménem René-Charles Francescatti (9. srpna 1902, Marseille – 17. září 1991, La Ciotat) byl francouzský houslista.

## Život
Narodil se v roce 1902 v Marseille do hudebnické rodiny, oba jeho rodiče byli houslisté. Již od raného věku projevoval výjimečný talent a od tří let začal pravidelně cvičit. V pěti letech debutoval na veřejném recitálu a rychlý pokrok mu umožnilo představit se v deseti letech s Beethovenovým Houslový koncertem.
Od roku 1927 působil jako učitel na École Normale de Musique v Paříži a stal se také dirigentem. V roce 1931 absolvoval první světové turné včetně amerického debutu. Po skončení druhé světové války pokračoval ve své úspěšné mezinárodní kariéře až do roku 1976. V roce 1987 se na jeho počest v Air-en-Provence konala mezinárodní houslová soutěž.
Zemřel v roce 1991 ve francouzském La Ciotat ve věku 89 let.

## Charakter hry
Francescattiho styl hry je charakteristický tím, že mu dominuje mimořádná technika vzbuzující dojem lehkosti, typicky lyrický a hřejivý tón a poetický charakter hry, díky čemuž vynikal hlavně jako interpret koncertů elegantního, lyrického rázu. Jeho interpretaci provázela vřelost, silné nasazení a spontánnost, kvůli čemuž se někdy nechal strhnout na úkor potřebného odstupňování dynamiky či dokonce tempa.